# NGC 3936
NGC 3936 est une galaxie spirale barrée vue par la tranche et située dans la constellation de l'Hydre. NGC 3936 a été découverte par l'astronome britannique John Herschel en 1835.

## Caractéristiques
La classe de luminosité de NGC 3936 est II-III et elle présente une large raie HI. Elle renferme également des régions d'hydrogène ionisé.

### Distance
Sa vitesse par rapport au fond diffus cosmologique est de 2 357 ± 24 km/s, ce qui correspond à une distance de Hubble de 34,76 ± 2,46 Mpc (∼113 millions d'al).
À ce jour, 26 mesures non basées sur le décalage vers le rouge (redshift) donnent une distance de 20,912 ± 2,969 Mpc (∼68,2 millions d'al), ce qui est nettement à l'extérieur des valeurs de la distance de Hubble. Mais, puisque cette galaxie est relativement rapprochée du Groupe local, il est fort probable que cette valeur soit plus près de la distance réelle de NGC 3936. Notons que c'est avec la valeur moyenne des mesures indépendantes, lorsqu'elles existent, que la base de données NASA/IPAC calcule le diamètre d'une galaxie.

## Groupe de NGC 3936
NGC 3936 est la galaxie la plus vaste d'un petit groupe de quatre galaxies qui porte son nom. Les trois autres galaxies du groupe de NGC 3936 sont NGC 3885, ESO 440-4 et ESO 440-11.